# 唐娜胡安娜-卡斯卡貝爾火山國家自然公園

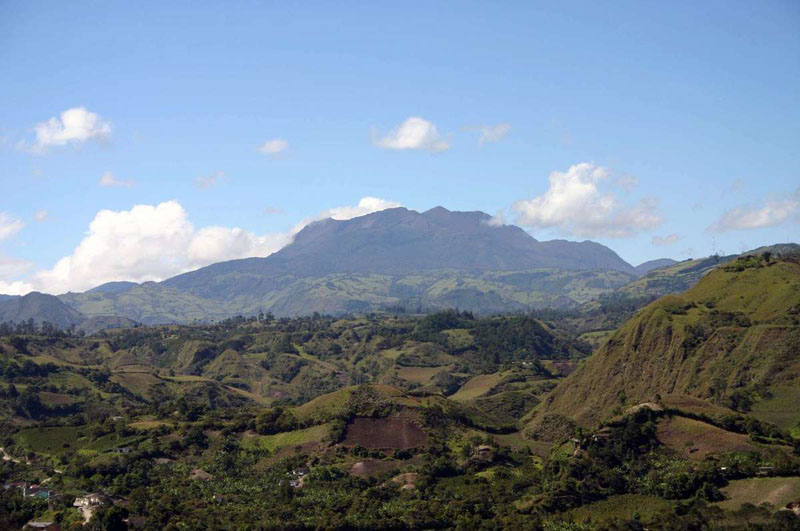

唐娜胡安娜-卡斯卡貝爾火山國家自然公園（西班牙語：Parque nacional natural Complejo Volcánico Doña Juana-Cascabel），是哥倫比亞的國家公園，位於該國南部考卡省、納里尼奧省和普圖馬約省，成立於2007年3月23日，面積658.6平方公里。